# التصاقة بين المهادين
الالتصاقة بين المهادين أو الالتصاقة المهادية البينية (المعروف أيضًا بالكتلة المتوسطة أو الصوار بين المهادين )، هي رباط مسطح من الأنسجة يربط بين جزئي المهاد على الجانب الإنسي. تشكل الأسطح الإنسية الجزء العلوي من الجدار الجانبي الخاص بالبطين الثالث.
في الثدييات، تكون الالتصاقة كبيرة الحجم. في البشر يبلغ طولها حوالي سنتيمتر واحد فقط، على الرغم من أنه في الإناث أكبر بنسبة حوالي 50 ٪. في بعض الأحيان يكون في جزئي المهاد، وفي 20% إلى 30% من الحالات غير موجود.
في عام 1889، قام عالم التشريح البرتغالي باسم ماكدو بفحص 215 من الأدمغة، واظهرت نتائح الفحص أن الذكورمن المحتمل أن يفتقروا إلى الالتصاق بين المهادين ضعف ما هو عليه لدى الإناث من البشر. وقد أرجع بشكل غير مقصود النتيجة إلى «السمة السائدة للأشخاص المحرومين من الالتصاق بين المخلوقات هو أن يقدموا في أعمالهم النفسية هطولًا ملحوظًا، مرتبطًا بخلل معين بين المشاعر الداخلية والخارجية». و يعتبر غيابه غير مهم.
التصاق بين المهاد يحوي على الخلايا والألياف العصبية. قد يعبر القليل من هذا الأخير الخط الأوسط، لكن معظمهم يمر باتجاه الخط الأوسط ثم ينحني أفقياً على نفس الجانب. لا يزال من غير المؤكد ما إذا كان الالتصاق بين المهادين يحتوي على ألياف تعبر الخط الأوسط، ولهذا السبب فمن غير المناسب أن نسميه صوار.
يظهر الالتصاق بين المهادين بشكل ملحوظ في المرضى الذين يعانون من تشوه أرنولد خياري النوع الثاني.

## صور إضافية

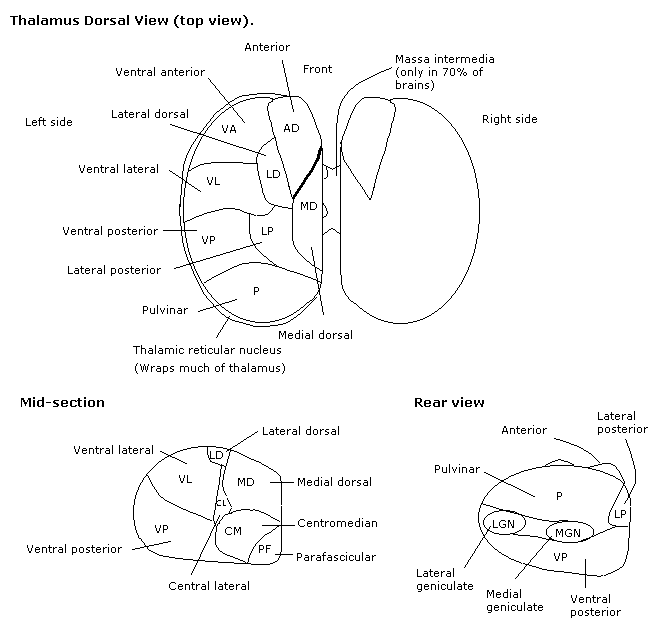
المهاد
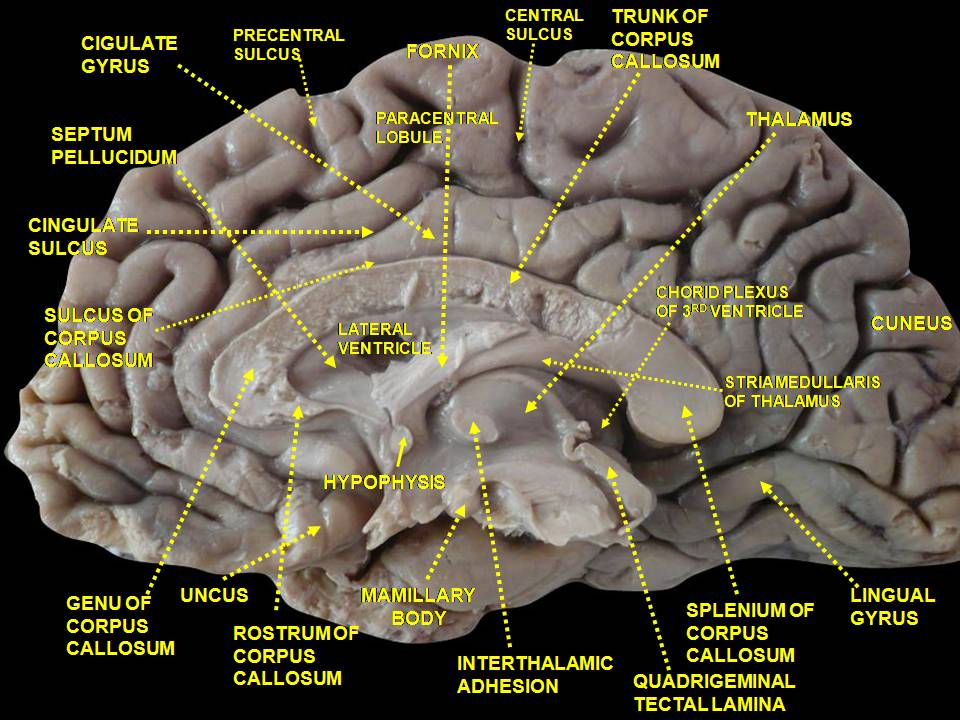
السطح الإنسي من نصف الكرة المخية.

## روابط خارجية
- أطلس تشريح جامعة ميشيغان n1a8p6
- صورة في جامعة هارفارد
- رسم تخطيطي في csuchico.edu (المسمى وسيطة ماسا)
- "Anatomy diagram: 13048.000-3". Roche Lexicon - illustrated navigator. Elsevier. مؤرشف من الأصل في 2012-07-22.